# George Perle
George Perle (Bayonne (New Jersey), 6 mei 1915 - New York, 23 januari 2009) was een Amerikaans componist, muziekpedagoog, muziektheoreticus en musicoloog.

## Levensloop
Perle studeerde eerst bij Wesley LaViolette compositie aan de DePaul-universiteit te Chicago en behaalde aldaar zijn diploma's. Vervolgens studeerde hij privé bij Ernst Křenek. Tijdens de Tweede Wereldoorlog diende hij in het leger van de Verenigde Staten. Na de oorlog studeerde hij musicologie aan de Universiteit van New York in New York. Hij sloot aldaar zijn studies af en promoveerde tot Ph.D. (Philosophiæ Doctor) met het proefschrift Serial Composition and Atonality: An Introduction to the Music of Schoenberg, Berg, and Webern.
Als docent werkte hij aan de Universiteit van Louisville in Louisville (Kentucky), aan de Universiteit van Californië in Davis alsook aan het Queens College van de CUNY (City University of New York) in New York.
Hij componeerde volgens een techniek die hij zelf ontwikkeld had, de zogeheten "twaalftoontonaliteit" en die verwant is aan de dodecafonie. Samen met Igor Stravinsky en Hans F. Redlic stichtte Perle in 1968 het Alban Berggenootschap. In 1986 kreeg Perle MacArthurprijs en een Pulitzerprijs voor zijn Vierde blaaskwintet.

## Composities

### Werken voor orkest
- 1960 Three Movements for Orchestra
- 1962 Serenade nr. 1 voor altviool en kamerorkest
- 1965 Six Bagatelles, voor orkest
- 1966 Concerto, voor cello en orkest
- 1968 Serenade nr. 2, voor elf spelers
- 1980 A Short Symphony, voor orkest
- 1983 Serenade nr. 3, voor piano- en kamerensemble
- 1986 Dance Fantasy (oorspronkelijk: Dance Overture), voor orkest
- 1987 Lyric Intermezzo, voor vijftien spelers (kamerorkest)
- 1987 Sinfonietta nr. 1, voor orkest
- 1990 Concerto nr. 1, voor piano en orkest
- 1990 Sinfonietta nr. 2, voor orkest
- 1992 Adagio voor orkest
- 1992 Concerto nr. 2, voor piano en orkest
- 1993 Transcendental Modulations, voor orkest

### Werken voor harmonieorkest
- 1947 Solemn Procession, voor harmonieorkest
- 1952 Variations on a Welsh Melody, voor harmonieorkest
- 1979 Concertino, voor piano en harmonieorkest
- 1987 New Fanfares, voor koperensemble (4 trompetten, 3 hoorns en 3 trombones)

### Muziektheater

#### Toneelmuziek
- 1961 “The Birds" of Aristophanes, voor solisten, gemengd koor, en zeven instrumentalisten

### Werken voor koor
- 1974 Songs of Praise and Lamentation
  1. From the 18th Psalm voor gemengd koor en orkest
  2. Sonnets to Orpheus voor gemengd koor a capella
  3. In Eius memoriam voor solisten, gemengd koor en orkest

### Vocale muziek
- 1941 Two Rilke Songs, voor zangstem en piano
- 1978 Thirteen Dickinson Songs, voor zangstem en piano

### Kamermuziek
- 1946 Lyric Piece, voor cello en piano
- 1958 Kwintet, voor strijkers (2 violen, 2 altviolen, cello)
- 1959 Blaaskwintet nr. 1
- 1960 Blaaskwintet nr. 2
- 1960, rev.1967 Strijkkwartet nr. 5
- 1967 Blaaskwintet nr. 3
- 1972 Sonata quasi una fantasia, voor klarinet en piano
- 1973 Strijkkwartet nr. 7
- 1982 Sonata a Quattro, voor dwarsfluit, klarinet, viool en cello
- 1984 Blaaskwintet nr. 4 (won de Pulitzerprijs)
- 1985 Sonata, voor cello en piano
- 1986 Sonata a cinque, voor bastrombone, klarinet in A (ook: Esklarinet, basklarinet), viool, cello en piano
- 1988 For Piano and Winds, voor dwarsfluit, althobo, klarinet in a, fagot, hoorn en piano
- 1988 Nightsong (oorspronkelijk: "Andante tranquillo"), voor dwarsfluit, klarinet, viool, cello en piano
- 1988 Windows of Order - Strijkkwartet nr. 8
- 1995 Duos, voor hoorn en strijkkwartet
- 1996 Critical Moments, voor dwarsfluit (ook piccolo), klarinet in bes (ook: Esklarinet, basklarinet), viool, cello, piano en slagwerk
- 1998 Brief Encounters - Strijkkwartet nr. 9, 14 delen
- 2001 Critical Moments 2, voor dwarsfluit, klarinet in bes, viool, cello, piano en slagwerk
- 2003 Triptych, voor viool en piano

### Werken voor piano
- 1937 Pantomime, Interlude and Fugue
- 1939 Little Suite
- 1940 Modal Suite
- 1946 Six Preludes
- 1950 Sonata
- 1964 Short Sonata
- 1969 Toccata
- 1970 Suite in C
- 1971 Fantasy Variations
- 1976 Six Etudes
- 1981 Ballade
- 1984 Six new Etudes
- 1986 Sonatina
- 1987 Lyric Intermezzo
- 1997 Chansons Cachées
- 1998 Musical offerings for left hand alone
- 1995 Phantasyplay
- 1995 Six celebratory Inventions
- 1999 Nine Bagatelles

## Publicaties
- (1992). Symmetry, the Twelve-Tone Scale, and Tonality. Contemporary Music Review 6 (2), pp. 81–96
- (1962, reprint 1991). Serial Composition and Atonality: An Introduction to the Music of Schoenberg, Berg, and Webern. University of California Press.
- (1978, reprint 1992). Twelve-Tone Tonality. University of California Press.
- (1990). The Listening Composer. California: University of California Press.
- (1984). Scriabin's Self-Analysis, Musical Analysis III/2 (July).
- (1985). The Operas of Alban Berg. Vol. 2: Lulu. California: University of California Press.